# أسامة منير
أسامة منير جريس نخلة (من مواليد 25 فبراير 1970) مطرب ومذيع مصري شارك في تقديم برنامج البيت بيتك في التليفزيون المصري وشارك أيضاً في تقديم برنامج 90 دقيقة على تليفزيون المحور لمدة 6 أشهر ثم عاد لتقديم برنامج «أنا والنجوم وهواك» على إذاعة نجوم FM ويعرض من خلاله المشاكل العاطفية للشباب، كما شارك في بعض الأفلام والمسلسلات والبرامج الأخرى مثل «البيت بيتك».
تخرج في كلية الآداب بجامعة عين شمس قسم اجتماع وبدأ مطرباً وكان يغنى منذ أن كان يدرس بالثانوية ثم درس الموسيقى العربية وسافر إلى أستراليا وبعد عودته لـمصر عمل فترة طويلة في مجال الإعلانات كانت بدايته الإذاعية في الإعلانات ثم أنتقل إلي إذاعة نجوم FM.

## الحالة الاجتماعية
تزوج في عام 2003 بالسيدة شيرين وله ولدان (ناير) و(يوسف).

## أغانيه
- هغنيلك[5]
- عيش حياتك[6]
- أنا[7]
- فرحني بيك
- بنحسس ع الكلام
- عارف
- كنت في غيبة

## وصلات خارجية
- الموقع الرسمي
- راديو محطة مصر (مصرية)